# Wilhelm (Nassau-Hilchenbach)

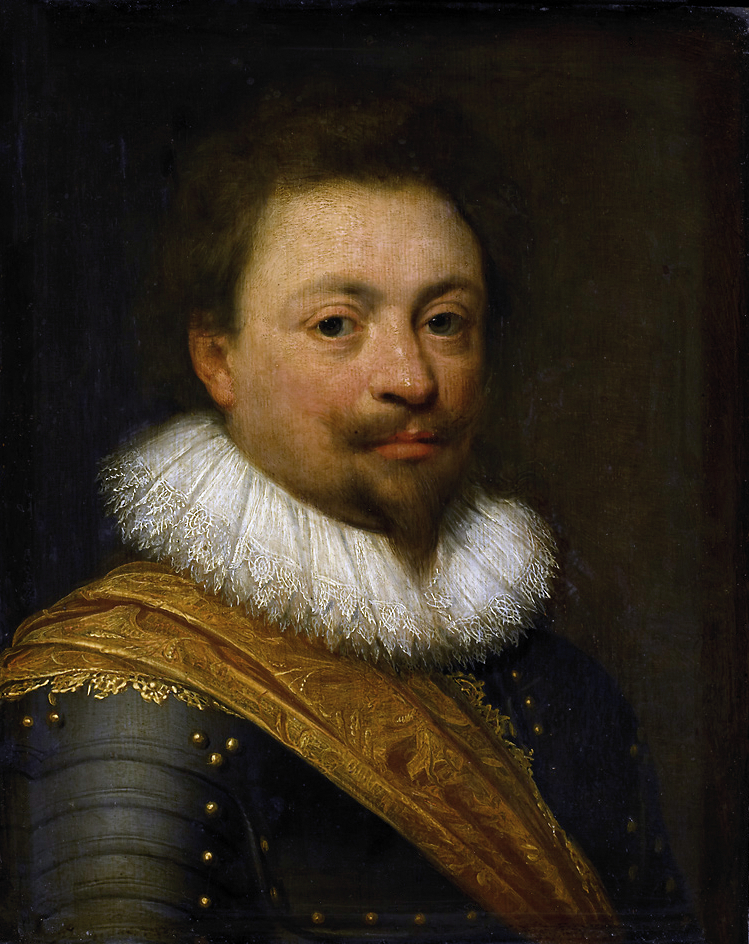
Wilhelm von Nassau-Siegen

Wilhelm von Nassau-Siegen (* 13. August 1592 in Dillenburg; † 17. Juli 1642 in Orsoy) war Graf von Nassau-Siegen.

## Leben
Wilhelm war der fünfte Sohn des Grafen Johann VII. von Nassau-Siegen (1561–1623) und dessen Gemahlin Magdalena von Waldeck zu Wildungen (1558–1599).
Wilhelm wurde im reformierten Glauben erzogen und studierte in Heidelberg und Sedan. Nach dem Tod seines Vaters 1623, war er, da sein älterer Bruder Adolf bereits 1608 verstorben war, nach Johann an die zweite Stelle der Erbfolge gerückt und hatte im Testament von 1621 das Amt Hilchenbach mit der Burg Ginsburg, sowie das Dorf Müsen im Amt Ferndorf und weitere Höfe und Orte zugesprochen erhalten. Allerdings war Wilhelm nach dem Testament seines Vaters von 1621 als einer von drei Mitregenten der Grafschaft Nassau-Siegen vorgesehen, was er faktisch aber nicht wurde, da sein älterer Bruder Johann VIII. nach dem Tod des Vaters 1623 die Regierung der Grafschaft an sich riss. Er überließ Wilhelm dessen Ländereien lediglich als Paragium innerhalb der Grafschaft. Für Wilhelm hatte sein Vater 1622 die Wasserburg in Hilchenbach erworben, die nach ihm in Wilhelmsburg umbenannt wurde, da sich die Ginsburg als sehr baufällig erwiesen hatte. In die Wilhelmsburg zog seine Hofhaltung ein, während er selbst jedoch die meiste Zeit als Soldat im Ausland tätig war.
Siehe auch: Erbstreit um Nassau-Siegen (1623–1648)
Er trat wie viele seiner Familienmitglieder in den niederländischen Kriegsdienst gegen die Habsburger im Friauler Krieg (1617) und das katholische Spanien ein, in welchem er den Rang eines Feldmarschalls erhielt. Namentlich in den Feldzügen der Jahre 1629 und 1632 als ’s-Hertogenbosch und Maastricht erobert wurden, zeichnete er sich aus und wurde Gouverneur von Heusden und Sluis. Bei einem versuchten Angriff auf Antwerpen wurde er 1638 vernichtend geschlagen. Dabei verlor er seinen einzigen 17-jährigen Sohn Moritz. Bei der Belagerung von Gennep 1641 erlitt er eine schwere Bauchwunde, an deren Folgen er ein Jahr später starb. Er wurde in Heusden begraben.

## Nachkommen
Wilhelm heiratete am 17. Januar 1619 in Siegen Christiane (1596–1646), Tochter des Grafen Georg III. von Erbach, mit der er folgende Kinder hatte:
- Johann Wilhelm (1619–1623)
- Moritz Friedrich (1621–1638), gefallen in der Schlacht bei Calloo
- Marie Magdalene (1622–1647)
⚭ 1639 Graf Philipp Dietrich (Theodor) von Waldeck (1614–1645)
- Ernestina Juliana (1624–1634)
- Elisabeth Charlotte (1626–1694)
⚭ 1643 Graf Georg Friedrich von Waldeck (1620–1692)
- Hollandine (1628–1629)
- Wilhelmine Christine (1629–1700)
⚭ 1660 Graf Josias von Waldeck (1636–1669)